# Timpanoplastika
Timpanoplastika je metoda (a ne hirurška tehnika) kojom se rešavaju patofiziološki problemi timpanoosikularnog sistema srednjeg uva koji su nastali lezijama različite prirode i stepena oštećenja. Ovaj mikrokirurški zahvat na uvu izvodi se uz upotrebu operacionog mikroskopa. Primenom ove metode konzervativno lečenje hroničnog gnojnog otitisa danas je izgubilo svaki značaj i smisao.
Uspesi timpanoplastike su dobri kako u kurativnom tako i funkcionalnom pogledu. Operativna trauma je mala, a opasnosti od komplikacija ili pogoršanja neznatne, tako da je uvođenjem ove metode došlo i do velikog proširenja indikacija za operaciju. Prema današnjim saznanjima timpanoplastiku treba izvrši kod svih slučajeva hroničnog otitisa koji perzistira, nakon sanacije Eustahijeve tube. Čak i suva perforacija bubne opne zahvalan je predmet za takav zahvat. 
Poboljšanje sluha posle operacije može se, ako je preoperativno oštećenje sluha bilo teško, uspešno korigovati upotrebom slušnog aparata.  

## Metode timpanoplastike
U svakodnevnoj praksi koriste se sledeće dve osnovne metode:
Miringoplastika
Metoda koja ima za cilj popravljanje funkcija srednjeg uva
Timpanoplastika
Metoda timpanoplastike ima za cilj da istovremeno bude antiinflamatorna i funkcionalna.
Među brojnim metodama timpanoplastike, koje su najpre primenili Celner i Vulštajn u Nemačkoj, a posle i drugi autori, najviše se danas primenjuju one koje su iprimenili Ostin i Šej u Sjedinjenim Američkim Državama. 
Rekonstrukciju bubne duplje danas e postiže tako što se koristi i najmanji ostatak bubne opne, koji se nadopunjuje podmetanjem komadića venskog zida, uzetog pre operacije iz lakatnog pregiba bolesnika. Venski zid svojom medijom nadoknađuje stromu izgubljenog dela bubne opne, a epitelizacija ide preko njega sa sačuvanog dela bubne opne i sa rubova epiderma u slušnom hodniku.
Operativne metode timpanoplastike mogu da se primene i na slučajeve timpanoskleroze, kod koje se ekscizijom ožiljaka i presecanjem vezivnih zaraslica nastoji da oslobodi labirintni prozor od debelih naslaga, a slušnim koščicama koje su fiksirane među sobom i sa zidovima bubne duplje vrati ponovo pokretljivost. Uspesi u poboljšanju funkcije nisu tako dobri kao kod hroničnog gnojnog otitisa.

## Cilj
Ovaj mikrohirurši zahvat, koja se izvodi u opštoj anesteziji uz upotrebu operacionog mikroskopa, ima za cilj odstranjenja upalnog tkiva, rekonstrukcije bubnjića (miringoplastika) i rekonstrukcije lanca slušnih košćica (osikuloplastika) pomoću vlastitog tkiva pacijenta ili implantatom.  
Operativni pristup koji može biti transmeatalni, endauralni (kroz uvo) ili retroaurikularni (iza uva) ima za cilj da da u prvoj fazi nastoji ukloniti sve znake upalne lezije, a u drugoj da timpanoplastičkom metodom obnovi auditivne funkcije. Druga faza se može realizovati istovremeno sa prvom ili kao posebna intervencija (vremenski odvojeno).

## Način izvođenja
Ovim mikrohirurškim zahvatom, koji se izvodi u opštoj anesteziji uz upotrebu operacionog mikroskopa, vrši se rekonstrukcija lanca slušnih koščica (osikuloplastika) ili se zatvara perforacija na bubnoj opni (miringoplastika). Kod zatvaranja rascepa (perforacije) na bubnoj opni najčešće se koristi fascija temporalnog mišića ili perihondrijalna hrskavice tragusa koji se može plasirati iznad ili ispod bubne opne (overlay ili underlay tehnika). 
Čitava operacija vrši se uz upotrebu operativnog mikroskopa uz uvećanje od 6 do 16 puta. Nakon odstranjenja patoloških produkata (manjih holesteatoma, granulacija, kariozne kosti, ožiljnih membrana) uspostavlja se funkcija slušnih koščica. Ako u lancu koščica postoji patološki prekid, na osnovu preporuke Ostina i Šeja odstranjuje se inkus, a umesto njega stavlja kao trajna proteza cevčicu od polietilena iste
takve veličine, čime se obično postiže dobar i trajan uspeh, praćen znatnim poboljšanjem sluha. Hronično gnojenje prestaje, a nakon nekoliko meseci teško se razlikuje plastikom izrađenu bubna opnu od zdrave. Poboljšanje sluha postiže se do izvesne granice, a nju određuje uglavnom stanje kohlearnog aparata pre operacije. U najboljem slučaju operacijom se može postići nivo sluha koji odgovara stepenu koštane provodljivosti pre operacije.
Metoda se često kombinuje sa antrotomijom, atikotomijom (postupak otvaranja atika (epitimpanona), odnosno gornjeg dela srednjeg uva) i timpanomastoidektomijom (operacija kojom se sanira hronični proces srednjeg uva i mastoida (najčešće holesteatom).  
Nakon operacije pacijent podleže redovnim postoperativnim kontrolama. Kod otvorene tehnike  odstranjuje se zadnji zid slušnog kanala. 
Kako se metoda izvodi u opštoj anesteziju i preporučeni boravak bolesnika u bolnici, traje jedan bolnički dan.

## Komplikacije
Komplikacije su retke, ali sama metoda ne isključuje odsustvo rizika. U moguće komplikacije, spadaju:
1. Infekcija
2. Nemogućnost da se povrati sluh
3. Oštećenja na strukturama u području srednjeg uva
- Nerava, što dovodi do gubitka ili narušava čula ukusa, paraliza živca lica (facijalisa);
- Kostiju srednjeg uha, što dovodi do oštećenja sluha, koji može biti stalan ili zahteva još jednu operaciju;
- Strukture unutrašnjeg uva, što ima za posledicu pojavu vrtoglavice.

## Spoljašnje veze
|  | Molimo Vas, obratite pažnju na važno upozorenje u vezi sa temama iz oblasti medicine (zdravlja). |